# 新漢普頓 (新罕布什爾州普查規定居民點)
新漢普頓（英語：New Hampton）是位於美國新罕布什爾州貝爾納普縣的普查規定居民點。

## 人口
根據2020年美國人口普查的數據，新漢普頓的面積為3.54平方千米，當中陸地面積為3.29平方千米，而水域面積為0.25平方千米。當地共有人口373人，而人口密度為每平方千米105.37人。